# Lijst van Belgische adelsverheffingen 1992
Personen die in 1992 in de Belgische adel werden opgenomen of een adellijke titel verkregen.

## Baron
- Marcel Ackerman (1931-2001), erfelijk adel en de persoonlijke titel baron.
- Ridder Jean van Gysel, de persoonlijke titel baron.
- Félicien Rémion, voorzitter van de Raad van State, erfelijke adel en de persoonlijke titel baron.
- Lucien Vlerick, postume erfelijke adel en de persoonlijke titel baron.
- John Van Waterschoot, hoogleraar, erfelijke adel met de persoonlijke titel baron.

## Barones
- Madeleine Mélot, persoonlijke adel en titel van barones.
- Jacqueline Fontijn, componiste, weduwe van Joseph Schmit, persoonlijke adel en persoonlijke titel van barones.
- Ghislaine Godenne, hoogleraar, persoonlijke adel en persoonlijke titel barones.

## Ridder
- Raymond Lhoist (1924-1997), erfelijke adel en de persoonlijke titel ridder.
- Jacques Moeschal, beeldhouwer, persoonlijke adel en de titel ridder.
- André Musch, erfelijke adel en persoonlijke titel ridder.